# Andrew Lesnie
Andrew Lesnie, né le 1er janvier 1956 et mort le 27 avril 2015, est un directeur de la photographie et acteur australien.

## Biographie
Il fait ses études à la Australian Film Television and Radio School (AFTRS) dont il obtient un diplôme en 1979. Il est d'abord cadreur pour l'émission télévisée pour enfants Simon Townsend's Wonder World. Simon Townsend donne à Lesnie des occasions quotidiennes de développer son métier avec peu de restrictions sur une large variété d'histoires et de situations, et d'acquérir une expérience avec une caméra et les techniques d'éclairage dans des centaines de lieux et de situations. Après deux ans de travail pour l'émission, Lesnie participe à de nombreux films australiens et à des productions télévisuelles, notamment la mini-série Bodyline.
Son travail commence à recevoir une certaine attention après la sortie de l'histoire de porc anthropomorphique Babe, le cochon devenu berger (1995) et sa suite Babe 2, le cochon dans la ville. Il est le directeur photo de Peter Jackson pour sa trilogie du Seigneur des Anneaux et reçoit l'Oscar de la meilleure photographie pour son travail sur Le Seigneur des anneaux : La Communauté de l'anneau en 2002. Par la suite, il opère sur d'autres films réalisés par Jackson, comme King Kong, Lovely Bones et la trilogie du Hobbit.
Il vit sur la côte nord de la Nouvelle-Galles du Sud, en Australie. Il est membre de l'American Society of Cinematographers et de l'Australian Cinematographers Society.

## Filmographie

### Directeur de la photographie

#### Cinéma

##### Longs métrages
- 1984 : Fantasy Man de John Meagher
- 1985 : Emoh Ruo de Denny Lawrence
- 1985 : Unfinished Business de Bob Ellis
- 1986 : Fair Game de Mario Andreacchio
- 1987 : Les Dents de la mort (Dark Age) d'Arch Nicholson
- 1987 : Australian Dream de Jackie McKimmie
- 1989 : The Delinquents (en) de Chris Thomson
- 1990 : The Shrimp on the Barbie (segment: "Australia") de Michael Gottlieb
- 1990 : Boys in the Island de Geoff Bennett
- 1991 : The Girl Who Came Late de Kathy Mueller
- 1993 : La Tentation d'un Bonze (You Seng) de Clara Law
- 1993 : Fatal Past de Clive Fleury et Richard Ryan
- 1994 : Spider & Rose de Bill Bennett
- 1995 : Babe, le cochon devenu berger (Babe) de Chris Noonan
- 1996 : Pour l'amour de l'art (Two If by Sea) de Bill Bennett
- 1997 : Doing Time for Patsy Cline de Chris Kennedy
- 1998 : The Sugar Factory de Robert Carter
- 1998 : Babe 2, le cochon dans la ville (Babe: Pig in the City) de George Miller
- 2001 : Le Seigneur des anneaux : La Communauté de l'anneau (The Lord of The Rings: The Fellowship of the Ring) de Peter Jackson
- 2002 : Le Seigneur des anneaux : Les Deux Tours (The Lord of the Rings: The Two Towers) de Peter Jackson
- 2003 : Le Seigneur des anneaux : Le Retour du roi (The Lord of the Rings: The Return of the King) de Peter Jackson
- 2004 : Love's Brother de Jan Sardi
- 2005 : King Kong de Peter Jackson
- 2007 : Je suis une légende (I Am Legend) de Francis Lawrence
- 2009 : Bran Nue Dae de Rachel Perkins
- 2009 : Lovely Bones de Peter Jackson
- 2010 : Le Dernier Maître de l'air (The Last Airbender) de M. Night Shyamalan
- 2011 : La Planète des singes : Les Origines (Rise of the Apes) de Rupert Wyatt
- 2012 : Le Hobbit : Un voyage inattendu (The Hobbit: An Unexpected Journey) de Peter Jackson
- 2013 : The Turning (segment reunion) de Claire McCarthy
- 2013 : Le Hobbit : La Désolation de Smaug (The Hobbit: The Desolation of Smaug) de Peter Jackson
- 2014 : Healing de Craig Monahan
- 2014 : Le Hobbit : La Bataille des Cinq Armées (The Hobbit: The Battle of the Five Armies) de Peter Jackson
- 2014 : La Promesse d'une vie (The Water Diviner) de Russell Crowe

##### Courts métrages
- 1981 : The Same Stream de James Bradley
- 1983 : Stations de Jackie McKimmie
- 1984 : The Man You Know de Steve Jacobs

#### Télévision

##### Série télévisée
- 1979 : Wonder World!
- 1980 : WonderWorld: The Original Series
- 1984 : Bodyline
- 1986 : Cyclone Tracy
- 1988 : Great Performances (épisode Melba)
- 1994 : House of Fun

##### Téléfilms
- 1989 : The Saint: Fear in Fun Park
- 1989 : The Rainbow Warrior Conspiracy
- 1990 : More Winners: Mr Edmund

##### Documentaires
- 1980 : Pumping Iron 2 (The Comeback) de Kit Laughlin
- 1980 : Stages de Robert Mellor
- 1988 : Schwarzenegger: Total Rebuild de Kit Laughlin

### Acteur
- 1985 : Unfinished Business de Bob Ellis : Telegraph boy
- 2003 : The Long and Short of It de Sean Astin : Le colleur d'affiches
- 2003 : Le Seigneur des anneaux : Le Retour du roi (The Lord of the Rings: The Return of the King) de Peter Jackson : Un pirate (non crédité)

### Source
- (en) Cet article est partiellement ou en totalité issu de l’article de Wikipédia en anglais intitulé « Andrew Lesnie » (voir la liste des auteurs).